# هیدی پورگا
هیدی پورگا (استونیایی: Heidy Purga؛ زادهٔ ۱۸ مارس ۱۹۷۵) مجری رادیو و تلویزیون، روزنامه‌نگار و سیاستمدار و نماینده مجلس اهل استونی است. وی از آوریل ۲۰۲۳ به‌عنوان  وزیر فرهنگ استونی انتخاب شده‌است.